# MS ゴシック
ＭＳ ゴシック（エムエス ゴシック (書体名は全角; 後述)）とは、Microsoft Windows 日本語版に標準で搭載されているゴシック体の和文フォントである。派生したＭＳ Ｐゴシック、MS UI Gothicなど書体名の詳細については#書体名を参照。
リョービイマジクス製作の字母をもとに、リコーが作成した。「ＭＳ ゴシック」の販売権はマイクロソフトに譲渡されているが、リコーはこれに相当するフォントを取り扱っている。

## 種類

様々なゴシック体の書体見本。

※括弧内は英語名。
ＭＳ ゴシック (MS Gothic)
ＭＳ ゴシックの基本となる等幅フォント。リョービイマジクスが写真植字向けに制作したゴシック体の字母（ゴシック-B）を元にしている。画面表示用のラスタフォント（ドットフォント）は視認性を高めるため、デザインが異なる。Windows 3.1 以降に搭載。リコーの「HGゴシックB」に相当する。
ＭＳ Ｐゴシック (MS PGothic)
ＭＳ ゴシックの文字幅を文字毎に調整したプロポーショナルフォント。Windows 95 以降に搭載。リコーの「HGPゴシックB」に相当する。
現在に至るまで Internet Explorer など多くのウェブブラウザで標準の日本語フォントに設定されている。欧文などのフォントがアンチエイリアスで表示されるのに対し、日本語はドットフォントとなり違和感が発生する。ブラウザの設定で他の日本語フォントを標準に指定することもできるが、日本の商用サイトでは CSS によりＭＳ Ｐゴシックを強制指定していることが多く、滑らかな文字で表示したい場合はユーザースタイルシートを用いるなど上級者向けの設定が必要になる。
MS UI Gothic (MS UI Gothic)
ウィンドウのメニューバーなどに慣習的に使用されてきたいわゆる半角カナを、通常の全角文字に置き換える目的で作成されたプロポーショナルフォント。ひらがなとカタカナの文字幅を漢字の4/5ほどに狭くし（そのため若干丸文字に近く見える）、少ないピクセル数でも判別しやすいよう書体が一部変更されている。Windows 98以降に搭載され、ＭＳ ゴシック、ＭＳ Ｐゴシックとは異なり画面表示専用のフォントとして位置づけられている。Windows Vista 以降ではメイリオに一部置き換わったが、引き続き MS UI Gothic も多用されている。メイリオはやや幅広で、幅狭の MS UI Gothic とは志向が異なる。Windows 7 で導入された Meiryo UI フォントが Windows 8 では全面的に採用された。
いずれも形式は TrueType アウトラインの OpenType フォントである。7, 8 dot (5, 6 pt) のビットマップフォント（仮名のみ）と、10, 12, 13, 14, 16, 18, 20 dot (7.5, 9, 10, 10.5, 12, 13.5, 15 pt) のビットマップフォントが収録されている。
Windowsに標準搭載されているため、一般ユーザーにはウェブサイトや文書作成などによく使用されているが、デザイナーが使うことは稀である。

## Windows 以外の環境での使用
フォントは有料で販売されており、Windows以外で利用可能。
Windows に搭載されているフォントファイルを他のOSにコピーして使用することは、たとえ技術的に可能であったとしてもライセンス違反の疑いがある。
macOS 向けには、Word などで作成した文書の体裁に互換性をもたせるため、マイクロソフトが販売しているmacOS 向けのMicrosoft Office v.X にはMS ゴシックとMS 明朝が、Microsoft Office 2004以降には JIS X 0213:2000 に準拠したMS ゴシック、MS Pゴシック、MS 明朝、MS P明朝の各フォントが含まれている（MS UI Gothic は含まれていない、Microsoft Office 2008以降にはメイリオも含まれている）。

## バージョン

### 1.0
- Windows 3.1 に標準搭載されているバージョン（1992年）[1]。
- JIS X 0201、JIS X 0208、NEC特殊文字、NEC選定IBM拡張文字、IBM拡張文字が収録されている[1]。

### 2.10
- Windows 95に標準搭載されているバージョン（1995年）[1]。
- 基本的にJIS90の字体であるが、「叉」や「釜」などの筆押さえは無い字形を採用しており、「燿」が人名用漢字の字体とは異なる JIS78 字形の旧字体になっている。
- U+663B（昻、本来は日の下に卭）は、Microsoft コードページ 932 で 0xFAD0 に対応しているため、U+6602（昂、日の下に卬）と同じ字形になっている。

### 2.30
- Windows 98 / Me / 2000 / XP やWindows Server 2003に標準搭載されているバージョン（1998年）[1]。JIS X 0212の文字が追加された[1]。
- 「遧」のように IBM拡張文字とJIS X 0212とで字体が異なるがUnicode符号で包摂されているものについてはJIS X 0212の字体を優先してJIS X 0212の字体に変更された。
- Unicodeの14,965文字が収録されている（縦書き文字を除く）[2]。
- HGゴシックBのバージョン4.80に相当[2]。

### 2.5
- Windows Vistaで、過去のWindowsと互換性を保つために用いるためのもの。
- JIS X0213:2004の文字を追加したが、JIS2004で字体が変更された文字はJIS2004の字体ではなくJIS90の字体のバージョン。文字数は16,050字に増えた[2]。2.3 のバグ修正も行われている。
- JIS2004による字体変更ではないが、表外漢字字体表に含まれてもいない表外字の字体が一部変更された（「僲」や「嫚」など）[7]。このため同名のフォントであるが過去のフォントとは一部字体が異なっている。
- 「燿」が人名用漢字の字形に変更された。
- 「﨤」や「鬭」などIBM拡張文字やJIS X 0212と字体が異なるがUnicodeで包摂されているものはJIS X 0213の字体を優先してJIS X 0213の字体に変更された。
- U+663BがUnicode規格に沿った字形（日の下に卭）に変更された。
- 当該漢字以外の漢字や一部ギリシア文字、その他にもデザインの変更がなされた。
ＭＳ ＰゴシックおよびMS UI Gothicの8 / 9 / 10 ptでのビットマップフォントにおいて、半角ピリオドが右に1ドットずれた[8]。
元々、ＭＳ Ｐゴシックでは一部のグリフで文字の右に余白が無く、使用頻度の高い9 ptの英数字の中では「R」または「X」の次にピリオドが来た場合にくっついて判別困難という問題があった。この変更はこれに対処するものとされているが、そもそもほとんどの文字は左に余白が無いため、新版でもピリオドの次に「b, g, h, k, n, p, r, x, z, I, X, Z」のいずれかを置いた場合には同様の問題が発生する。特に拡張子ではピリオドの次に英字が来るため、「.html」や「.zip」などでこの問題が発覚しやすい。
なお、旧版のままのデザインでは半角数字「2」がピリオドの次に来る場合に隣接してしまうため、それを避けるように左下部分が引っ込んだ形に変わった。
- バージョン 2.5と5.0で字体が異なるのはマイクロソフトによると122字のみである[9]。
- JIS X 0208外の漢字でも、表外漢字字体表にあるもの（「鷗」「禱」など）はビットマップが追加された。
- 今まで9 pt (12 dot) と同じものだった10 pt (13 dot)のビットマップが新たに書き起こされた[2]。これにより視認性が向上したものの、10 ptフォントを「9 ptの文字間隔が広がったもの」と解釈しGUIを設計していた一部のアプリケーションで表示崩れが発生している。

### 5.00
- Windows VistaやWindows Server 2008では標準搭載[1]、Windows XP向けにはService Pack 2以降を対象としてマイクロソフトのサイトで公開された。
- JIS X0213:2004 による字体変更に対応[1]。このため同名のフォントであるが過去のフォントとは一部字体が異なっている[10]。
- 当該漢字以外の漢字や一部ギリシャ文字、その他にも誤字の訂正およびデザインの変更がなされた。
- HGゴシックBのバージョン5.00に相当[2]。

注：ここでは 2.3 から 5.0 の差異のうち 2.3 から 2.5 の差異は 2.5 のところに記し、重複させていない。

### 5.01
- Windows 7 に標準搭載されているバージョン（2009年）[1]。
- ＭＳ ＰゴシックおよびMS UI Gothicの9ptにおいて、2.5で右にずれたピリオドを避けるように「2」のみでなく半角数字10文字すべてのデザインが細身なものに変わった[8]。
- HGゴシックBのバージョン5.01に相当[2]。

### 5.02
- Microsoft Office 2008 for Mac 同梱[2]。

### 5.10
- Windows 8 に標準搭載されているバージョン[1]。
- IVS（異体字セレクタ）に対応[1]。
- 収録文字数は16,125字に増加[2]。
- HGゴシックBのバージョン 5.10m に相当するが、このバージョンで追加された一部の字形が少し異なる[2]。

### 5.11
- Windows 10 に標準搭載されているバージョン[2]。
- HGゴシックBのバージョン 5.11m に相当するが、これにはＭＳ ゴシックには含まれていないMacJapanese用の9文字（「℻」「⇵」「⬅」「⬆」「⬇」「🄀」「大⃝」「小⃝」「控⃝」）が含まれる[2]。

### 5.31
- Windows 10の2019年5月に公開された令和対応更新プログラムでインストールされる。
- ㋿（「令和」の合字、U+32FF）が追加され、収録文字数は16,126文字となった[2]。
- HGゴシックBのバージョン 5.31m1 に相当するが、「㋿」の字形が少し異なる[2]。

## 書体名
MS UI Gothic を除き、日本語名の「ＭＳ」および「Ｐ」は全角である。また、ＭＳの後ろには半角の空白が入り、Ｐの後に空白は入れない。日本語名と別に英語名があり、英語版ソフトウェアから指定する場合や CSS 中での指定の際に文字化け対策として使用できるが、Opera など一部のウェブブラウザでは CSS 中での英語名指定に対応しておらず逆に文字化けの原因となる場合がある。

## 太字化
#種類の項に記した通り、当フォントはリョービイマジクスが制作したゴシック体の字母、ゴシック-Bを元にしている。ゴシック-Bという名の通り太字 (Bold) の字母であり、これをもとに作成されたＭＳ ゴシックも文字の線幅の太いフォントである。
小サイズで使用される画面表示用のドットフォントは使用できるドット数の制約から、線幅1ドットの細いフォントとして表現されているため、画面上での強調表示のため、WordやExcelなどのアプリケーションの「B」ボタンを利用した太字化処理がしばしば行われる。
このようにして作成された文書を印刷すると、文字をわずかにずらして重ね打ちする手法で太字化が行われ、もともと太字であった文字がさらに太くなり、画面上の見た目と大きく乖離するほか、重ね打ちによって字形が潰れやすくなる。